# Lonkly
Lonkly est un arrondissement du département de Couffo au Bénin.Il est composé des villages de Aboloumey, Agbanatè, Bayame, Badjame, Donoume, Eglime, Hoky, Kidji, Lonkly, et Noumonvihoué.

## Administration
Lonkly fait partie des sept arrondissements que compte la commune d'Aplahoué dont: Aplahoué, Atomè, Azovè,Godohou, Kissamey et Dekpo. Cet arrondissement compte 14 villages,.

## Population
Selon le recensement général de la population et de l'habitation (RGPH4) de l'institut national de la statistique et de l'analyse économique (INSAE) au Bénin en 2013, la population de Dekpo s'élève à 14 344 habitants.
| Indicateur           | 2013   |
| -------------------- | ------ |
| Nombre de ménages    | 2 593  |
| Population féminine  | 7 837  |
| Population masculine | 6 507  |
| Population totale    | 14 344 |